# Lyonetia yasudai
Lyonetia yasudai là một loài bướm đêm thuộc họ Lyonetiidae. Nó được tìm thấy ở Nhật Bản (Honshu).
Sải cánh dài 6.5–7 mm.
Ấu trùng ăn Quercus acuta. Chúng ăn lá nơi chúng làm tổ.